# Bernardo III di Bigorre
Bernardo III (anche in spagnolo, Bernard in francese, Bernat in catalano e occitano; seconda metà dell'XI secolo – 1113) fu Conte di Bigorre dal 1095 alla sua morte.

## Origine
Secondo la La Vasconie. Tables Généalogiques, Bernardo era il figlio primogenito di Centullo, visconte di Béarn (Centullo V) e conte di Bigorre (Centullo I), e della sua seconda moglie, la Contessa di Bigorre, Beatrice I, che, secondo la Histoire générale de Languedoc, tomus II, Genealogie des comtes de Carcassonne, de Razes et de Foix era figlia del Conte di Bigorre, Bernardo II e della sua seconda moglie, Stefania o Dolce (?- dopo il 1096, anno in cui Stefania fece una donazione per l'anima del figlio Bertrando), che secondo lo storico Szabolcs de Vajay era viscontessa di Marsiglia, figlia del visconte di Marsiglia, Guglielmo II, ed è citata assieme alla figlia, Beatrice e al genero, Centullo V di Béarn, nel documento n° 483 del Cartoulaire de l'abbaye de Saint-Victor de Marseille tome I. 

Secondo il Cartulaire du prieuré de Saint Mont (ordre de Cluny), Centullo V di Béarn era figlio del visconte di Béarn, Gastone III e di Adélaïs di Lomagne, sorellastra del conte d'Armagnac e duca di Guascogna, Bernardo II e figlia, secondo la La Vasconie. Tables Généalogiques di Arnaud II, visconte di Lomagne e d'Auvillars, e d'Adalaïs di Poitiers.

## Biografia
Nel 1090, Bernardo rimase orfano del padre, Centullo I, che, ancora secondo la La Vasconie. Tables Généalogiques, chiamato alla corte di Aragona dal re Sancho Ramírez d'Aragona, mentre attraversava la valle di Tena, nell'Alto Gállego, pernottando presso Garcia Aznarez, fu da quest'ultimo assassinato a tradimento.

Il documento n° II del Honores y tenencias en Aragón, riporta la sentenza del re Sancho, che condanna Garcia Aznarez e i suoi accoliti (in contumacia, in quanto fuggiti in Al Andalus), per l'omicidio di Centullo.
L'anno successivo, Bernardo, assieme alla madre, la contessa di Bigorre, Beatrice I, confermò le donazioni fatte all'Abbazia di San Vittore di Marsiglia, come confermano la Carta Beatrici comitissae del Veterum scriptorum et monumentorum historicorum, dogmaticorum, Volume 1 ed il documento n° 818 del Cartoulaire de l'abbaye de Saint-Victor de Marseille tome II.
Secondo la La Vasconie. Tables Généalogiques, sua madre, Beatrice I, nel 1095, era ancora in vita e, molto probabilmente, morì in quello stesso anno o l'anno dopo, secondo il documento n° 818 del Cartoulaire de l'abbaye de Saint-Victor de Marseille tome II; Bernardo, figlio primogenito, le succedette come Bernardo III, conte di Bigorre.
Ancora secondo la La Vasconie. Tables Généalogiques, verso il 1110, Bernardo fece modificare i fueros della contea di Bigorre.
Sempre secondo la La Vasconie. Tables Généalogiques, Bernardo morì verso il 1113, lasciando una figlia di circa tre anni, di nome Beatrice (che morì in quello stesso anno), sotto la tutela del fratellastro, il visconte di Béarn, Gastone IV.

Nella contea di Bigorre gli succedette il fratello, Centullo, come Centullo II.

## Matrimonio e discendenza
Bernardo, sempre secondo la La Vasconie. Tables Généalogiques, verso il 1110, aveva sposato Anicelle o Azelma di Fezensac, che, secondo la Genealogia Comitum Guasconiæ era figlia del conte di Fezensac, Astanova II (Astam-Novam) e della moglie di cui non si conoscono né il nome né gli ascendenti.
Azelma a Bernardo III diede una figlia:
- Beatrice (1110 - 1113)[12].

### Fonti primarie
- (LA)  Cartulaire du prieuré de Saint Mont (ordre de Cluny)
- (LA)  Recueil des historiens des Gaules et de la France. Tome 12.
- (LA)  Cartoulaire de l'abbaye de Saint-Victor de Marseille tome I
- (LA)  Cartoulaire de l'abbaye de Saint-Victor de Marseille tome II.
- (LA)  Veterum scriptorum et monumentorum historicorum, dogmaticorum, Volume 1.

### Letteratura storiografica
- (FR)  Histoire générale de Languedoc, tomus II.
- (FR)  LA VASCONIE.
- (FR)  Honores y tenencias en Aragón.